# Virgolosa
Virgolosa ist eine Aldeia in der osttimoresischen Landeshauptstadt Dili. Die Aldeia liegt im Nordosten des Sucos Vila Verde (Verwaltungsamt Vera Cruz).

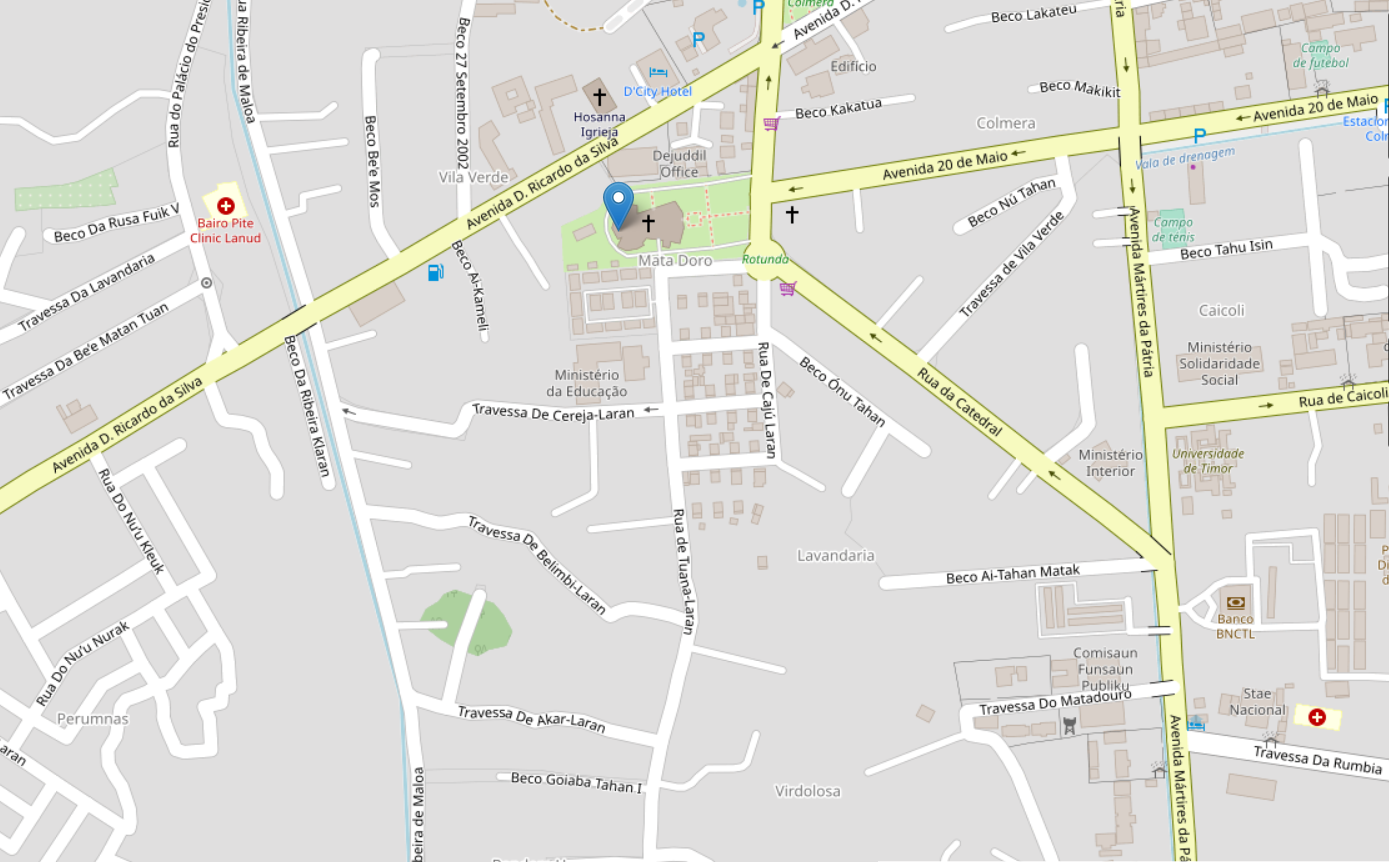
Straßenkarte vom Norden Vila Verdes

Virgolosa nimmt den Osten des traditionellen Stadtteils Lafandaria (Lavandaria) und den Nordosten von Virgolosa ein. Nördlich der Rua da Catedral liegt die Aldeia Gideon, westlich die Aldeia Nopen und südlich die Aldeia 1 de Setembro. Östlich der Avenida Mártires da Pátria befindet sich der Suco Caicoli.
In Virgolosa leben 883 Menschen (2015).